# Carlo Frigerio
Pour les articles homonymes, voir Carlo Frigerio (homonymie) et Frigerio.
Carlo Frigerio (Brescia, 5 avril 1763 - 5 décembre 1800) est un peintre italien qui fut actif pendant la période néoclassique.

## Biographie
Carlo Frigerio a été un peintre italien, un élève de Santo Cattaneo  actif principalement à Brescia.
Avec Santo Cattaneo et d'autres artistes, il a contribué à la décoration et aux fresques de la résidence Cigola-Fenaroli, située entre la Via Carlo Cattaneo et Piazza Tebaldo Brusato à Brescia, l'immeuble a été construit aux XVIe et XVIIe siècles par les comtes de Cigola Muslone.
Federico Nicoli Cristiani, en 1807, écrivait sur Frigerio : « Il avait une belle espérance de réussir dans l'art, mais la mort l'en a empêché. »

## Œuvres
- Fresques de la résidence Cigola-Fenaroli, Brescia.

## Sources
- (en) Cet article est partiellement ou en totalité issu de l’article de Wikipédia en anglais intitulé « Domenico Vantini » (voir la liste des auteurs).